# Moridja Kitenge Banza
Pour les articles homonymes, voir Banza.
Moridja Kitenge Banza est un artiste né en 1980 à Kinshasa, au Zaïre, et aujourd’hui basé à Montréal au Québec. Il travaille le dessin, la peinture, la photographie et l’installation. Il est récipiendaire du premier prix de la biennale de l’art africain contemporain DAK’ART en 2010, au Sénégal et l’un des lauréats du prix Sobey au Canada en 2020,.

## Démarche
La pratique de Moridja Kitenge Banza se déploie à travers une diversité de média, dont la peinture, la photographie, le film, le dessin, le collage, l’installation et la performance. Cette diversité reflète l’identité plurielle de l’artiste. Par le biais de stratégies de mises en scène, d’emprunts et d’ironie, il aborde de manière critique les thèmes de la mémoire, de la culture et de l’histoire.

## Œuvres notables

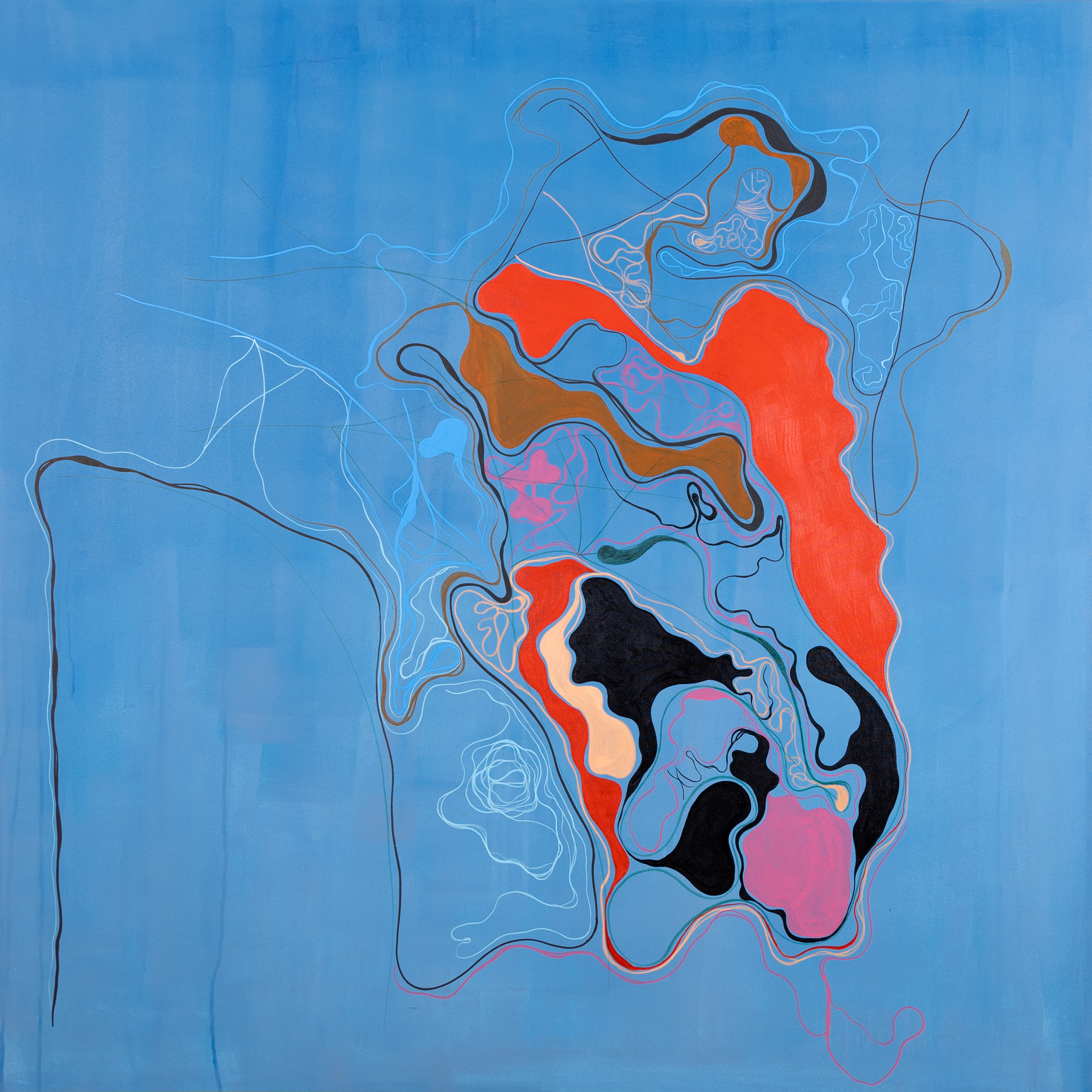
Chiromancie #11 no 1 - Acrylique sur toile. 2020

Les œuvres de Moridja Kitenge Banza sont représentées dans les collections du Musée des beaux-arts de Montréal, de la banque Toronto Dominium, de la Banque de Montréal ainsi que dans la collection Prêt d’œuvres d’art du Musée national des beaux-arts du Québec,. Le Musée des beaux-arts du Canada et le Musée des beaux-arts de l'Ontario ont également fait l'acquisition d'oeuvres de l'artiste en 2020.

### La sérieChrist Pantocrator(2017-)
Les Christ Pantocrator forment une série de tableaux reprenant l’iconographie chrétienne byzantine du Christ en gloire pour y superposer des représentations de masques africains. Les peintures de la série détournent des symboles du sacré pour révéler les processus coloniaux ayant mené à la spoliation d’objets rituels africains vers les musées occidentaux, ainsi qu’à l’instrumentalisation de ces mêmes objets dans le contexte de l’art moderne,.

### La sérieAuthentique(2017-)
Les photographies composant la série Authentique mettent en scène l’artiste et des œuvres de sa série Christ Pantocrator dans son jardin montréalais, décoré de wax coloré. Les critiques interprètent dans ces compositions un commentaire sur les identités culturelles complexes avec lesquelles doivent négocier les populations immigrantes, de même qu’un regard critique sur les représentations contemporaines et historiques de l’africanité.